# Suances
Suances è un comune spagnolo di 7.998 abitanti situato nella comunità autonoma della Cantabria, comarca di Besaya.
Il territorio comunale si trova nella costa Occidentale della Cantabria fra Santillana del Mar e la ria di San Martin de la Arena formata dai fiumi Saja e Besaya (le rias sono estuari di fiumi sul tipo dei fiordi in cui il mare penetra profondamente nel territorio, caratteristici delle coste della Galizia, delle Asturie e del nord del Portogallo). Dalla costa il territorio si espande a sud dell'ampia baia di Caprera limitata dalle punte di Bellota e del Dichoso, quest'ultima è una piccola penisola con ampio belvedere sulla quale s'innalzano un faro e i resti di una fortificazione difensiva.
La popolazione del comune ha avuto nel secolo scorso una graduale e continua crescita passando dai 1.798 abitanti del 1900 ai 7.998 del 2008. Il comune è formato da sei nuclei abitati dei quali il più popolato con i suoi 1.472 abitanti è il capoluogo Suances, che dà il nome al comune, domina dall'alto la ria di San Martin e dista 31 km da Santander capitale della Cantabria. Gli altri cinque nuclei abitati sono: Costiguera, Hinojedo, Ongayo, Puente Avios, Tagle.
L'economia locale si basa sul settore terziario rappresentato soprattutto dal turismo estivo nella stazione balneare sorta attorno alla spiaggia di La Concha una delle più note e frequentate della Cantabria. Ma anche, in maniera notevole, nell'industria metallurgica, essendo presente l'imponente industria Solvay, collocata tra Suances e Hinojedo, rende conosciuta questa zona in tutta la Cantabria.
In questo settore è occupata oltre la metà della popolazione attiva, precisamente il 56,8%, nell'industria il 19,3%, il 19,2% nell'edilizia e solo il 4,7% nel settore primario costituito soprattutto dall'allevamento al pascolo di bovini da latte e da coltivazioni erbacee per l'alimentazione del bestiame. Parte del latte prodotto è trasformato da un'impresa casearia locale in formaggio tipico di Cantabria a denominazione di origine controllata. Attiva seppure su quantità non elevate la pesca. Importante per l'impiego degli abitanti di Suances nell'industria e nell'edilizia è la vicinanza ai centri industriali di Torrelavega, Polanco e Reocín.

## Storia
I numerosi ritrovamenti archeologici preistorici nel territorio municipale testimoniano che la presenza umana nella zona si ebbe con continuità a partire dal paleolitico fino alla dominazione romana. Gli storici identificano Suances con Portus Bendium, porto romano citato da Plinio il Vecchio come punto terminale dell'importante via costruita dai Romani per unire la Meseta castigliana alla costa cantabrica. Questo porto ebbe grande importanza durante le guerre cantabriche e successivamente come punto d'imbarco della calamina (minerale di zinco) e la galena (minerale di piombo) estratte dai Romani nelle miniere di Reocin.
Il nome Suances appare per la prima volta in un documento dell'anno 870 e i nomi degli altri cinque paesi dell'attuale comune si trovano in altri documenti del XII secolo. Da un documento del 1351 risulta che alcuni di essi dipendevano dal potere ecclesiastico dell'Abadia de Santillana e gli altri erano in regime di behetria, cioè avevano la facoltà di scegliere i propri governanti e difensori. Si trattava in sostanza di un contratto col quale la popolazione cedeva in proprietà parte o anche tutto il proprio territorio ad un "signore" divenendo suo colono o pagandogli una somma per l'usufrutto in cambio della protezione e difesa dai nemici. Il contratto in origine durava quanto la vita del signore ma poi, con gli anni, fu trasmissibile agli eredi divenendo una vera e propria "signoria". Tutti e sei i paesi facevano parte della Merindad de las Asturias de Santillana e le behetrias finirono presto nei domini della potente famiglia dei de la Vega.
Dopo la morte di Leonor de la Vega moglie di Diego Hurtado de Mendoza, il patrimonio famigliare dei de la Vega passò al figlio Íñigo López de Mendoza che riuscì a farsi confermare dal re Giovanni II di Castiglia i diritti sulle valli delle Asturias de Santillana che erano stati concessi al padre e a farsi nominare marchese di Santillana e conte di Manzanares.
I Mendoza ebbero il controllo del traffico marittimo fra la Castiglia e il Nord Europa, fortificarono l'accesso alla ria di San Martin facendo di Suances una rivale di Santander, ma quest'ultima ottenne dai "Re cattolici" dei diritti sul porto stesso confermati nel 1508 dalla regina Giovanna di Castiglia (Giovanna detta la pazza, figlia dei Re Cattolici e moglie di Filippo il Bello, regina di Castiglia e Aragona, madre del futuro imperatore del Sacro Romano Impero Carlo V, dichiarata pazza dal padre Ferdinando che temeva i suoi comportamenti anticonformistici religiosi e politici accreditando la sua presunta pazzia alla morte del marito e rinchiusa nel Monastero di santa Chiara di Tordesillas dove morì nel 1555).
Nel 1557 Suances ottenne una sentenza che le consentiva la pesca in alto mare e nella ria di San Martin, sentenza confermata nel 1667 dalla Real Chancilleria de Valladolid. Tutto ciò però non evitò che si verificasse in quel periodo come in molte altre località della Cantabria una forte emigrazione di suoi abitanti verso l'Andalusia e le colonie americane.
Amministrativamente Suances e gli altri cinque nuclei abitati erano terre dell'Abazia di Santillana che con questa appartenevano al Corregimiento de cuatro Villas de la mar y Trasmiera. I corregimientos erano entità territoriali, insiemi di paesi in regime di realengo, cioè dipendenti direttamente dal re che esercitava i propri poteri politici, militari, fiscali e giudiziari tramite un governatore di sua nomina detto corregidor lasciando alle popolazioni una certa autonomia amministrativa sotto il controllo del corregidor.
Nel 1822, nel corso del cosiddetto Triennio liberale si formarono diversi comuni costituzionali e fra questi vi fu quello con capoluogo Ongayo entro i confini dell'attuale comune di Suances, dove nel 1890 fu trasferita la sede municipale e il comune assunse il nome attuale.
Negli ultimi anni del XIX secolo e nei primi anni del XX si verificarono alcuni eventi che ebbero un peso notevole sull'economia locale fino ad allora basata soprattutto sull'allevamento del bestiame bovino nei pascoli dell'interno del territorio comunale. Questi avvenimenti furono: la riapertura delle miniere di Reocin da parte della Real Compañia Asturiana de Minas, l'installazione a Torrelavega della multinazionale Solvay e di diverse fabbriche sussidiarie a questa, l'apertura della strada fra Bolleda e Suances, la costruzione di un nuovo molo nel porto ad opera della compagnia mineraria e della Solvay, l'apertura fra il 1875 e il 1902 di stabilimenti balneari attorno alla spiaggia della Concha, la costruzione di nuovi alberghi, case di vacanza ed altre attrezzature per il turismo. Suances divenne così una delle più rinomate e accreditate stazioni balneari di Cantabria ed i nuclei interni, soprattutto Hinojedo, furono inclusi nella zona industriale del "Saja-Besaya".

## Monumenti e luoghi d'interesse
Una notevole quantità e varietà di arte rupestre e di oggetti del paleolitico e mesolitico si trovano nella Cueva de las Brujas, sulla Punta del Dichoso, a El Castro e sul monte Cortiguera.
Di epoca romana sono le tegole, le parti di mosaici e il materiale ceramico a La Jerra, di epoca medioevale sono i resti di un castello detto Mota de tres Palacios, le mura che circondavano il Convento de las Trinidades a Suances risalgono al 1779.
Da segnalare sono anche la casa de los Arceì a Hinojedo del XVIII secolo, la Capilla panteon al centro del cimitero di Suances del 1877, le chiese di San Saturnino dei secoli dal XVI al XVIII a Hinojedo, di Santiago del secolo XVIII a Ongayo, di N.tra S.ra de las Lindas del secolo XVII a Suances, di San Pedro del 1685 a Tagle, di San Juan Evangelista dei secoli XVIII-XIX a Tagle.
Altri edifici religiosi degni di nota sono le ermitas di San Pedro del 1636 a Hinojedo, di El Carmen del 1686 rifatta nel 1866 a Cortiguera, della Immaculata Concepcion degli inizi del XX secolo a Suances, di Santa Lucia del secolo XVII a Puente Avios, di N.tra S.ra de Guadalupe del XVIII secolo a Tagle, di N.tra S.ra del los Remedios del secolo XVIII a Ongayo, di San Martin del XIX secolo a Puente Avios, della Virgen del Carmen del 1919 a Suances. Inoltre la Capilla de Immaculata Concepcion degli inizi del XX secolo a Suances.

## Feste
Il 16 luglio si celebra a Suances la Virgen del Carmen che inizia con una processione di barche completamente ornate con festoni lunga 7 km che risale la ria di San Martin fino al porto di Requeda e continua per alcuni giorni con manifestazioni folcloristiche, gare sportive, musica e balli. A Suances si celebra anche la festa di Nuestra Señora de las lindes dal 15 al 21 agosto con romeria seguita da colazione campestre e poi da manifestazioni folcloristiche, sportive, musica e danze.
Altre feste, sacre e profane insieme secondo la tradizione spagnola, sono San Juanuco il 26 giugno a Contiguera, San Pedro il 28 giugno a Hinojedo, Corpus Christi il giorno del Corpus Domini a Hinojedo, Virgen de Guadalupe il giorno 8 settembre a Tagle, Virgen de los remedios il 2 luglio a Ongayo e in questa stessa località il 25 luglio Santiago.
Il 7 ottobre la Virgen del Rosario a Puente Arios e San Saturnino a Hinojedo il 29 novembre. A Suances si festeggia il giorno dell'Epifania come in gran parte delle località spagnole con la Cabalgata de los Reyes Magos cioè l'arrivo dei Re Magi che qui giungono con barche distinte al porto e poi seguiti da un corteo di cavalieri e carrozze raggiungono a cavallo il centro della cittadina.

## Amministrazione

### Gemellaggi
- Bassens (Nuova Aquitania)